# (2435) Horemheb
(2435) Horemheb es un asteroide perteneciente al cinturón de asteroides, descubierto el 24 de septiembre de 1960 por Cornelis Johannes van Houten en conjunto a su esposa también astrónoma Ingrid van Houten-Groeneveld y el astrónomo Tom Gehrels desde el Observatorio del Monte Palomar, Estados Unidos.

## Designación y nombre
Designado provisionalmente como 4578 P-L. Fue nombrado Horemheb en homenaje a Horemheb último faraón de la 18.ª Dinastía egipcia.